# Герб Гвинеи-Бисау
Герб Гвинеи-Бисау — один из официальных символов Гвинеи-Бисау. Был принят вскоре после получения независимости от Португалии в 1973 году. На эмблеме чёрная звезда, которая является частью традиционной панафриканской символики и часто упоминается как «Чёрная звезда Африки». Морская ракушка в основании объединяет две симметричных оливковых ветви. Морская раковина — символ местоположения страны на Западном побережье Африки. Красный фон содержит национальный девиз: «Единство, Борьба, Прогресс» (порт. Unidade, Luta, Progresso).

## История эмблемы
|  | Этот раздел нужно дополнить. Пожалуйста, улучшите и дополните раздел. (30 апреля 2016) |

|  | Этот раздел нужно дополнить. Пожалуйста, улучшите и дополните раздел. (30 апреля 2016) |

|  | Этот раздел нужно дополнить. Пожалуйста, улучшите и дополните раздел. (30 апреля 2016) |

https://www.gov.gw
https://ministerioambiente.gw
https://www.facebook.com/minsapgw/